# Beris nebulosa
Beris nebulosa är en tvåvingeart som beskrevs av Akira Nagatomi och Tanaka 1972. Beris nebulosa ingår i släktet Beris och familjen vapenflugor. Inga underarter finns listade i Catalogue of Life.